# زبان یوغوری غربی
یوغوری غربی (yoɣïr lar) زبانی ترک‌تبار است که توسط مردم یوغور گویش می‌شود. این زبان در تضاد با یوغوری شرقی است که مغولی‌تبار بوده و در همین جامعه تکلم می‌شود. امروزه حدود ۴٬۶۰۰ یوغور به این زبان سخن می‌گویند.